# Luca Dotto
Luca Dotto (Camposampiero, 18 de abril de 1990) es un deportista italiano que compitió en natación, especialista en el estilo libre.
Ganó dos medallas en el Campeonato Mundial de Natación, plata en 2011 y bronce en 2015, y dos medallas en el Campeonato Mundial de Natación en Piscina Corta, plata en 2012 y bronce en 2014.
Además, obtuvo siete medallas en el Campeonato Europeo de Natación entre los años 2014 y 2018, y doce medallas en el Campeonato Europeo de Natación en Piscina Corta entre los años 2009 y 2017.
Participó en dos Juegos Olímpicos de Verano, en los años 2012 y 2016, ocupando el séptimo lugar en Londres 2012, en la prueba de 4 × 100 m libre.

## Palmarés internacional
| Campeonato Mundial                  | Campeonato Mundial       | Campeonato Mundial | Campeonato Mundial    |
| Año                                 | Lugar                    | Medalla            | Prueba                |
| ----------------------------------- | ------------------------ | ------------------ | --------------------- |
| 2011                                | Shanghái (China)         | Medalla de plata   | 50 m libre            |
| 2015                                | Kazán (Rusia)            | Medalla de bronce  | 4 × 100 m libre       |
| Campeonato Mundial en Piscina Corta |                          |                    |                       |
| Año                                 | Lugar                    | Medalla            | Prueba                |
| 2012                                | Estambul (Turquía)       | Medalla de plata   | 4 × 100 m libre       |
| 2014                                | Doha (Catar)             | Medalla de bronce  | 4 × 50 m libre        |
| Campeonato Europeo                  |                          |                    |                       |
| Año                                 | Lugar                    | Medalla            | Prueba                |
| 2014                                | Berlín (Alemania)        | Medalla de oro     | 4 × 100 m libre mixto |
| 2014                                | Berlín (Alemania)        | Medalla de bronce  | 4 × 100 m libre       |
| 2016                                | Londres (Reino Unido)    | Medalla de oro     | 100 m libre           |
| 2016                                | Londres (Reino Unido)    | Medalla de plata   | 4 × 100 m libre       |
| 2016                                | Londres (Reino Unido)    | Medalla de plata   | 4 × 100 m libre mixto |
| 2016                                | Londres (Reino Unido)    | Medalla de bronce  | 4 × 200 m libre       |
| 2018                                | Glasgow (Reino Unido)    | Medalla de plata   | 4 × 100 m libre       |
| Campeonato Europeo en Piscina Corta |                          |                    |                       |
| Año                                 | Lugar                    | Medalla            | Prueba                |
| 2009                                | Estambul (Turquía)       | Medalla de bronce  | 4 × 50 m estilos      |
| 2010                                | Eindhoven (Países Bajos) | Medalla de oro     | 4 × 50 m libre        |
| 2010                                | Eindhoven (Países Bajos) | Medalla de bronce  | 100 m libre           |
| 2011                                | Szczecin (Polonia)       | Medalla de oro     | 4 × 50 m libre        |
| 2011                                | Szczecin (Polonia)       | Medalla de plata   | 100 m libre           |
| 2013                                | Herning (Dinamarca)      | Medalla de plata   | 4 × 50 m libre        |
| 2013                                | Herning (Dinamarca)      | Medalla de plata   | 4 × 50 m libre mixto  |
| 2017                                | Copenhague (Dinamarca)   | Medalla de oro     | 100 m libre           |
| 2017                                | Copenhague (Dinamarca)   | Medalla de plata   | 4 × 50 m libre        |
| 2017                                | Copenhague (Dinamarca)   | Medalla de plata   | 4 × 50 m estilos      |
| 2017                                | Copenhague (Dinamarca)   | Medalla de bronce  | 50 m libre            |
| 2017                                | Copenhague (Dinamarca)   | Medalla de bronce  | 4 × 50 m libre mixto  |